# 桑德拉·貝爾塞伯
桑德拉·貝爾塞伯（荷蘭語：Xandra Velzeboer，2001年9月7日—），荷蘭短道速滑運動員，她代表荷蘭隊參加了中國舉行的2022年冬季奧林匹克運動會，並且在女子3000米接力比賽上獲得金牌。妹妹米歇尔同样是短道速滑运动员。